# Néron (Eure i Loir)
Néron és un municipi francès, situat al departament de l'Eure i Loir i a la regió de Centre – Vall del Loira. L'any 2007 tenia 634 habitants.

## Demografia

### Població
El 2007 la població de fet de Néron era de 634 persones. Hi havia 248 famílies, de les quals 51 eren unipersonals (34 homes vivint sols i 17 dones vivint soles), 94 parelles sense fills, 94 parelles amb fills i 9 famílies monoparentals amb fills.
La població ha evolucionat segons el següent gràfic:
Habitants censats

### Habitatges
El 2007 hi havia 284 habitatges, 249 eren l'habitatge principal de la família, 26 eren segones residències i 9 estaven desocupats. Tots els 280 habitatges eren cases. Dels 249 habitatges principals, 228 estaven ocupats pels seus propietaris, 14 estaven llogats i ocupats pels llogaters i 7 estaven cedits a títol gratuït; 1 tenia una cambra, 6 en tenien dues, 19 en tenien tres, 62 en tenien quatre i 160 en tenien cinc o més. 202 habitatges disposaven pel capbaix d'una plaça de pàrquing. A 82 habitatges hi havia un automòbil i a 157 n'hi havia dos o més.

### Piràmide de població
La piràmide de població per edats i sexe el 2009 era:
| Homes | Edats   | Dones |
| ----- | ------- | ----- |
| 0     | 95 o +  | 0     |
| 0     | 90 a 94 | 0     |
| 0     | 85 a 89 | 8     |
| 4     | 80 a 84 | 8     |
| 8     | 75 a 79 | 4     |
| 4     | 70 a 74 | 16    |
| 16    | 65 a 69 | 12    |
| 8     | 60 a 64 | 4     |
| 12    | 55 a 59 | 16    |
| 32    | 50 a 54 | 20    |
| 24    | 45 a 49 | 36    |
| 44    | 40 a 44 | 40    |
| 36    | 35 a 39 | 32    |
| 12    | 30 a 34 | 16    |
| 8     | 25 a 29 | 12    |
| 20    | 20 a 24 | 4     |
| 20    | 15 a 19 | 40    |
| 32    | 10 a 14 | 32    |
| 28    | 5 a 9   | 28    |
| 16    | 0 a 4   | 16    |

## Economia
El 2007 la població en edat de treballar era de 422 persones, 321 eren actives i 101 eren inactives. De les 321 persones actives 309 estaven ocupades (155 homes i 154 dones) i 12 estaven aturades (6 homes i 6 dones). De les 101 persones inactives 52 estaven jubilades, 29 estaven estudiant i 20 estaven classificades com a «altres inactius».

### Ingressos
El 2009 a Néron hi havia 233 unitats fiscals que integraven 618,5 persones, la mediana anual d'ingressos fiscals per persona era de 23.349 €.

### Activitats econòmiques
Dels 21  establiments que hi havia el 2007, 2 eren d'empreses de fabricació d'altres productes industrials, 3 d'empreses de construcció, 4 d'empreses de comerç i reparació d'automòbils, 1 d'una empresa de transport, 1 d'una empresa d'hostatgeria i restauració, 1 d'una empresa financera, 2 d'empreses immobiliàries, 5 d'empreses de serveis, 1 d'una entitat de l'administració pública i 1 d'una empresa classificada com a «altres activitats de serveis».
Dels 6 establiments de servei als particulars que hi havia el 2009, 1 era un taller de reparació d'automòbils i de material agrícola, 2 paletes, 1 lampisteria, 1 restaurant i 1 agència immobiliària.
Dels 2 establiments comercials que hi havia el 2009, 1 era una botiga de roba i 1 una botiga d'electrodomèstics.
L'any 2000 a Néron hi havia 11 explotacions agrícoles.

## Equipaments sanitaris i escolars
El 2009 hi havia una escola elemental.

## Poblacions més properes
El següent diagrama mostra les poblacions més properes.